# Lucas Fernández

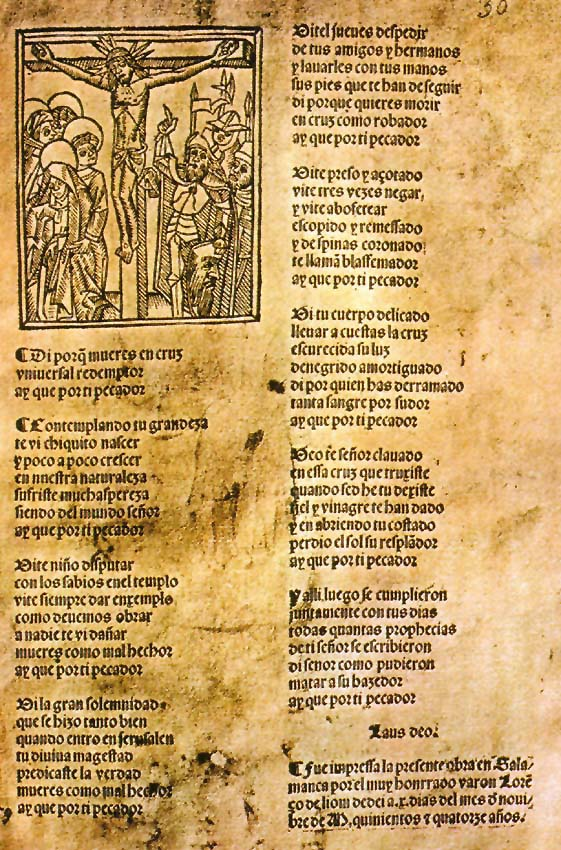
Farsas y églogas.

Lucas Fernández (Salamanca, 1474 - Salamanca, 17 de septiembre de 1542) fue un autor dramático y compositor español.

## Biografía
Hijo de Alfonso y de María Sánchez, posiblemente natural de Cantalapiedra. Estuvo al servicio de la catedral de Salamanca; derrotó a su coetáneo Juan del Encina en las oposiciones a cantor de la Catedral de Salamanca (1498); a ello aludió Encina en su Égloga de las grandes lluvias. En 1520 era abad de la Iglesia de Santo Tomás en Salamanca. Fue profesor de música en la Universidad de dicha ciudad (1522) y figuró en 1533 en la comisión de reforma de los estatutos de la misma. Falleció el 17 de diciembre de 1542 a los 68 años de edad en Salamanca, tras una larga enfermedad. Fue enterrado en el claustro de la Catedral Vieja de la ciudad.

## Obra
Seguidor de Juan del Encina y de su estilo dramático pastoril, escribió siete Farsas y églogas al modo pastoril (Salamanca: Lorenzo de Liondedei, 1514; edición facsímil por Emilio Cotarelo, Madrid, 1929). Cuatro son de tema profano: una "Comedia", dos Farsas o cuasi comedias y un Diálogo para cantar, que constituye el más lejano antecedente del género de la zarzuela. Siguiendo el modelo encinesco, lo cambia al alargar el número de versos y de personajes de cada pieza; introduce el término comedia y mantiene el dialecto sayagués de sus pastores, que son sus personajes habituales; el tema central es el amor; los pastores discuten con un caballero sobre el tema. Pero hay diferencias con su antecesor: en La Comedia de Bras-Gil y Beringuella introduce una figura cómica de avanzada edad, Juan Benito. La Farsa o cuasi comedia de una doncella un pastor se enamora de una joven de la corte, cuando en Encina era un caballero quien se prendaba de pastoras. En la Farsa o cuasi comedia del soldado aparece el clásico tipo del miles gloriosus o soldado fanfarrón, quizá tomado del Centurio de La Celestina. Según Ruiz Ramón sus piezas navideñas aportan un lenguaje teológico más profundo y conceptuoso, y su estructura es más perfecta, porque los elementos dramáticos están mejor imbricados en la acción. Por otra parte los pastores de Lucas Fernández son más zafios que los de Encina.
En cuanto a su teatro religioso, suman un total de tres piezas teatrales sacras. Se le deben dos Églogas de Navidad y un Auto de la Pasión, es menos lírico que el de Juan del Encina, pero más denso de concepto y con más fuerza expresiva. Esta última pieza, el Auto de la Pasión, es su obra maestra por su realismo y su fuerza patética, y representa un momento capital en la etapa primitiva de la evolución del drama español. Sus dos églogas de Navidad son similares a la égloga de Las grandes lluvias; al igual que esta se desarrolla en un ambiente profano y solo al final aparece la alusión al Nacimiento de Jesucristo.
El Auto de la Pasión, y trata sobre el ciclo de la Semana Santa. Aparece un tema que será muy utilizado en las comedias de santo del teatro barroco, el de la conversión, en este caso de Dionisio Areopagita. Destaca este auto por su lenguaje de gran plasticidad, expresivo, dinámico y concentrado.
La datación de sus obras es problemática, pero se supone que todas fueron compuestas en torno al año 1500. La Comedia sería de 1496; el Diálogo para cantar de 1497; la Farsa o quasicomedia de la doncella, el pastor y el caballero de 1497; la Farsa o quasicomedia de Prauos, de 1499; la Égloga de nacimiento de Nuestro Redentor, de 1500; el Auto o farssa del nacimiento de Señor Jesuchristo, de 1500, y el Auto de la Pasión, de entre 1500 y 1503. Existe edición moderna de su obra: Farsas y églogas; edición, introducción y notas de María Josefa Canellada (Madrid: Castalia, 1976).

## Ediciones del impreso de Lucas Fernández
- Impreso de 1514 de la Biblioteca Nacional: Farsas y eglogas al modo y estilo pastoril y castellano fechas por Lucas Fernandez salmantino
- Edición moderna en línea: Lucas Fernández: Farsas y églogas al modo y estilo pastoril y castellano